# Cypris
Cypris is een geslacht van kreeftachtigen uit de klasse van de Ostracoda (mosselkreeftjes).

## Soorten
- Cypris methueni Kempf, 2015
- Cypris propinqua Terquem, 1878 †
- Cypris pubera O. F. Müller, 1776
- Cypris tuberculata Sowerby, 1836